# Amphoe Satuek
Amphoe Satuek (Thai: อำเภอสตึก) ist ein Landkreis (Amphoe – Verwaltungs-Distrikt) im Nordosten der Provinz Buri Ram. Die Provinz Buri Ram liegt in der Nordostregion von Thailand, dem so genannten Isan. 

## Geographie
Benachbarte Distrikte (von Süden im Uhrzeigersinn): die Amphoe Krasang, Huai Rat, Ban Dan, Khu Mueang und Khaen Dong der Provinz Buri Ram sowie die Amphoe Chumphon Buri, Tha Tum, Chom Phra und Mueang Surin in der Provinz Surin.

## Geschichte
Satuek war ursprünglich ein Tambon des Amphoe Mueang Buri Ram, 1938 wurde er zu einem „Zweigkreis“ (King Amphoe) ernannt. Am 1. November 1947 wurde Satuek zum Amphoe heraufgestuft.

## Verwaltung

### Provinzverwaltung
Der Landkreis Satuek ist in zwölf Tambon („Unterbezirke“ oder „Gemeinden“) eingeteilt, die sich weiter in 179 Muban („Dörfer“) unterteilen.
| Nr. | Name       | Thai    | Muban | Einw.  |
| --- | ---------- | ------- | ----- | ------ |
| 1.  | Satuek     | สตึก     | 15    | 14.395 |
| 2.  | Nikhom     | นิคม     | 24    | 16.442 |
| 3.  | Thung Wang | ทุ่งวัง    | 15    | 08.234 |
| 4.  | Mueang Kae | เมืองแก  | 19    | 11.053 |
| 5.  | Nong Yai   | หนองใหญ่ | 16    | 09.305 |
| 6.  | Ron Thong  | ร่อนทอง  | 18    | 11.674 |
| 9.  | Don Mon    | ดอนมนต์  | 10    | 05.585 |
| 10. | Chum Saeng | ชุมแสง   | 18    | 10.387 |
| 11. | Tha Muang  | ท่าม่วง   | 11    | 06.074 |
| 12. | Sakae      | สะแก    | 13    | 07.246 |
| 14. | Sanam Chai | สนามชัย  | 12    | 06.413 |
| 15. | Krasang    | กระสัง   | 08    | 04.711 |

Hinweis: Die fehlenden Nummern (Geocodes) gehören zu den Tambon, die heute zum Amphoe Khaen Dong gehören.

### Lokalverwaltung
Es gibt vier Kommunen mit „Kleinstadt“-Status (Thesaban Tambon) im Landkreis:
- Si Satuek (Thai: เทศบาลตำบลศรีสตึก)
- Don Mon (Thai: เทศบาลตำบลดอนมนต์)
- Sakae (Thai: เทศบาลตำบลสะแก)
- Satuek (Thai: เทศบาลตำบลสตึก)

Außerdem gibt es neun „Tambon-Verwaltungsorganisationen“ (องค์การบริหารส่วนตำบล – Tambon Administrative Organizations, TAO):
- Nikhom (Thai: องค์การบริหารส่วนตำบลนิคม)
- Thung Wang (Thai: องค์การบริหารส่วนตำบลทุ่งวัง)
- Mueang Kae (Thai: องค์การบริหารส่วนตำบลเมืองแก)
- Nong Yai (Thai: องค์การบริหารส่วนตำบลหนองใหญ่)
- Ron Thong (Thai: องค์การบริหารส่วนตำบลร่อนทอง)
- Chum Saeng (Thai: องค์การบริหารส่วนตำบลชุมแสง)
- Tha Muang (Thai: องค์การบริหารส่วนตำบลท่าม่วง)
- Sanam Chai (Thai: องค์การบริหารส่วนตำบลสนามชัย)
- Krasang (Thai: องค์การบริหารส่วนตำบลกระสัง)